# 琥珀羹

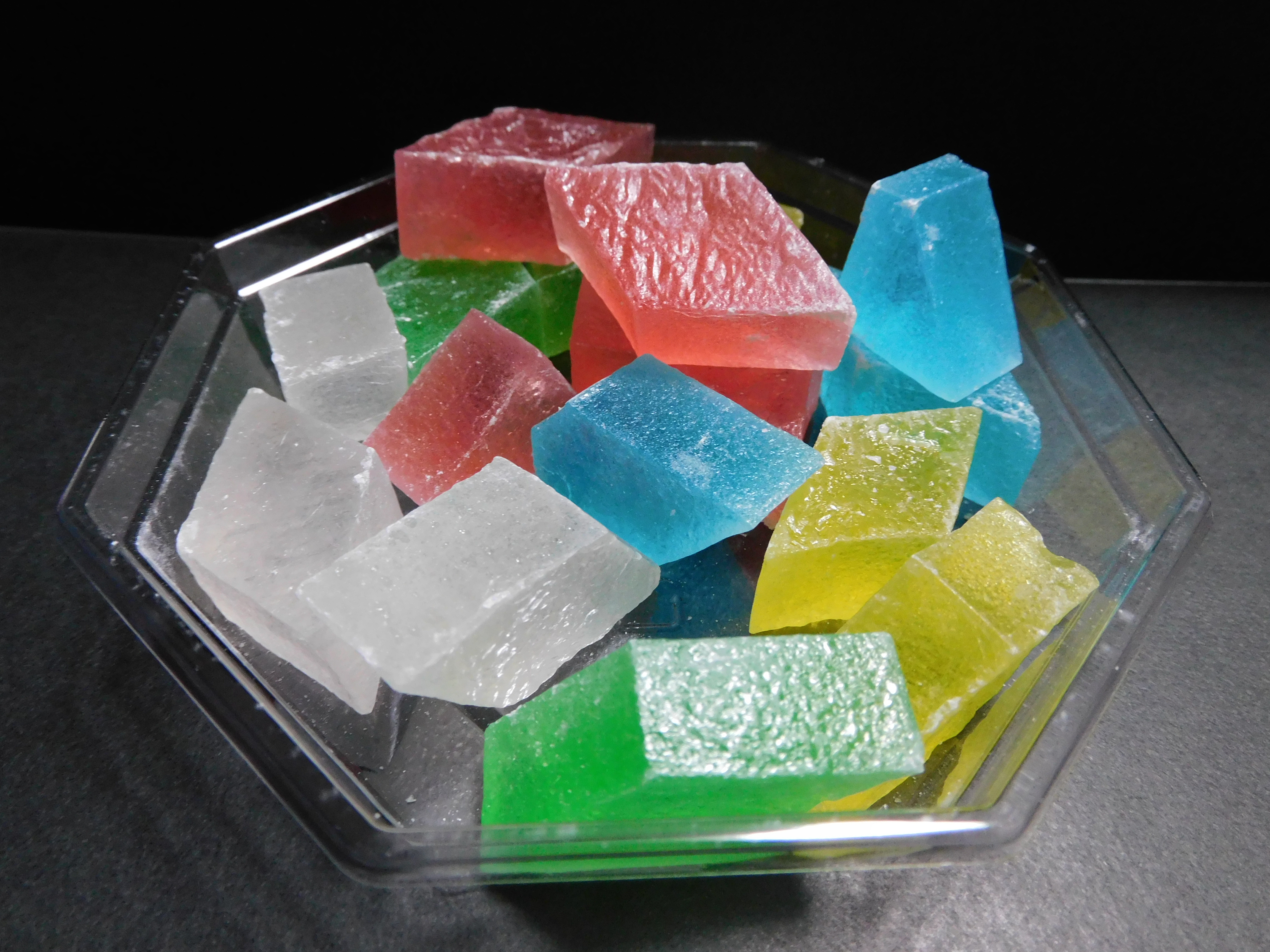
琥珀羹

琥珀羹（こはくかん）は、煮て溶かした寒天に砂糖や水飴などの甘味を加えて固めた和菓子。「琥珀」「琥珀糖（こはくとう）」「琥珀菓子」「錦玉羹」「金玉羹（きんぎょくかん）」「夏羊羹」など、様々な呼び名がある。クチナシの実で透明の寒天を琥珀色に着色することもあったため、この名が付いた。江戸時代は金玉羹の名称の方が一般的であった。
江戸時代、寒天の発明者である美濃屋太郎左衛門が凍らせたところてんと砂糖を混ぜて、最初の錦玉糖を作ったとする説もある。
琥珀羹は透明感のある質感を生かして練り切りなどを内部に含んで、水や川、空、夜空などを表現し、豊かな表現性を持つ和菓子として、主に夏場に多くの店頭で見られる。

## 干琥珀
琥珀羹を焙炉などで乾燥させたものを干琥珀（かんこはく）や単に琥珀（こはく）と呼ぶ。干菓子として扱われることも多いが、内部の寒天は水分を含んでおり、基本的には半生菓子である。乾燥した表面のしゃりしゃりした砂糖を含んだ寒天の食感と、内側の水分を含んだ寒天のぷるぷるした食感が楽しい和菓子である。内部に小豆や柑橘などを含んで、見た目や食感、風味に変化を付けることが多く、表現性豊かな和菓子である。